# Provinzial Lebensversicherung
Die Provinzial Lebensversicherung Aktiengesellschaft mit Sitz in Kiel ist der Lebensversicherer der Provinzial-Versicherungsgruppe. Bis zur rückwirkenden Verschmelzung zum 1. Januar 2024 mit der Provinzial Rheinland Lebensversicherung firmierte das Unternehmen als Provinzial NordWest Lebensversicherung Aktiengesellschaft.
Zuvor war das Unternehmen hervorgegangen aus der Verschmelzung der Westfälischen Provinzial Lebensversicherung Aktiengesellschaft (Münster) und der Provinzial Nord Lebensversicherung AG (Kiel) im Jahr 2005. Die Provinzial Lebensversicherung Aktiengesellschaft ist eine 100%ige Tochter der Provinzial NordWest Holding Aktiengesellschaft (Münster), mit der ein Beherrschungs- und Ergebnisabführungsvertrag geschlossen wurde.
Die Beitragseinnahmen betrugen 2014 rund 2,1 Milliarden Euro.